# Rothschild
För andra betydelser, se Rothschild (olika betydelser).

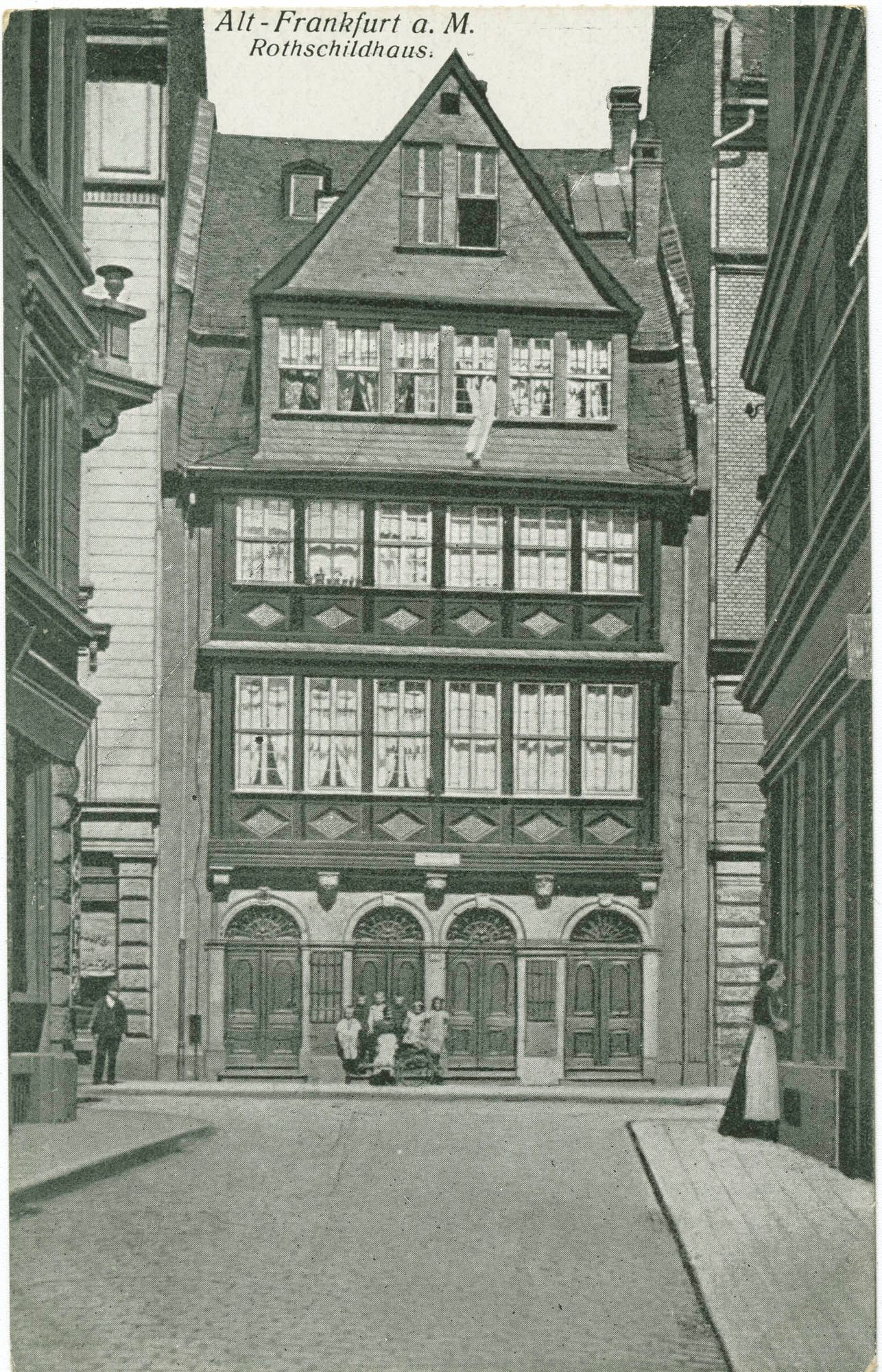
Rothschilds hus på Judengasse i Frankfurt.

Rothschild (tyska: [ˈʁoːt.ʃɪlt]) är en ursprungligen ashkenazisk familj med bankirer och finansiärer av tysk-judisk bakgrund. Ättens grundare Mayer Anschel Rothschild fick i Tysk-romerska riket gott rykte som finansiär, och hans fem söner och deras ättlingar drev bankväsende i Frankfurt, Wien, London, Neapel och Paris. Familjen adlades i Österrike och Storbritannien. Medlemmar av släkten är fortfarande aktiva i finansvärlden, och är ägare till diverse slott och andra fastigheter.  
Familjens judiska bakgrund och deras finansiella framgångar under 1800-talets alla omvälvningar, såväl Napoleonkrigen och industriella revolutionen, har i antisemitiska kretsar gjort namnet Rothschild synonymt med en judisk konspiration om nya världsordningen eller världsherravälde.

## Mayer Anschel och hans ättlingar
Dynastins grundare, Mayer Anschel (1743–1812) föddes i Fria staden Frankfurt. Efter att ha arbetat med redovisning i Hannover återvände han till Frankfurt am Main och öppnade ett växlingskontor. När kurfursten i Hessen-Kassel, Wilhelm I, flydde från fransmännen 1806 överlämnade han först hela sin privata förmögenhet till Mayer Anschel vars goda rykte som finansiär spreds och han samlade på sig en stor förmögenhet. 
Hans tre söner Anschel (1773–1855), Salomon (1774–1855) och Nathan (1777–1836) blev involverade i rörelsen och hans två yngsta söner Karl (1788–1855) och Jakob (senare James) Mayer (1792–1868) blev delägare. Alla sönerna utsågs till friherrar av den österrikiske kejsaren 1822. 
Anschel drev firman i Frankfurt till sin död då den togs över av Karls söner. När den yngste av dem dog försattes firman i likvidation 1901.
Salomon blev bankchef i Wien och efterträddes av sin son Anschel Salomon (1803–1874), som i sin tur efterträddes av sin son Albert (1844–1911).
Nathan startade affärsverksamhet i Manchester 1798 och flyttade till London 1803. Han började där först handla med textilier. Verksamheten gick bra och senare övergick han till att handla med bland annat guldtackor.
Karl startade en bank i Neapel och Jakob blev chef för familjens intressen i Paris och efterträddes av sin son Alphonse (1827–1905). Utöver sina fem huvudsakliga rörelser etablerade familjen kontor i många andra städer både i nya[var?] och i gamla världen.
Nathans äldste son Lionel (1808–1879) föddes i London och blev senare chef för rörelsen där. Han valdes även in i parlamentet[källa behövs]. Hans son Nathan Mayer (1840–1915) var bland annat president[källa behövs] för the United Synagogue of London och brittiska Röda korset. Denne blev även upphöjd till brittisk baron av drottning Viktoria år 1885.
Nathans son Nathaniel (1812–1870) köpte 1853 Bordeaux-slottet Château Brane-Mouton och döpte om det till Château Mouton-Rothschild. Hans farbror Jakob köpte 1868, samma år som han dog, grannslottet Château Lafite och döpte om det till Château Lafite Rothschild.
Finansinstitutet Rotschild & Co. kontrollerar den franska, Rothschild & Cie Banque, och engelska grenen, N M Rothschild & Sons med en internationell gren i Zürich, Rothschild Bank AG. 

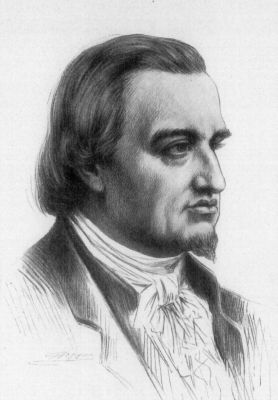
Ättens grundare Mayer Anschel Rothschild

## Personer ur släkten i urval
De personer som omnämns i denna artikel:
- Mayer Anschel, 1743–1812, släktens anfader
  - Anschel, 1773–1855
  - Salomon, 1774–1855, verksam i Wien
    - Anschel Salomon, 1803–1874
      - Albert, 1844–1911

  - Nathan, 1777–1836, verksam i Manchester och London
    - Lionel, 1808–1879
      - Nathan Mayer, 1840–1915

    - Nathaniel, 1812–1870, köpte Château Mouton-Rothschild

  - Karl, 1788–1855, verksam i Neapel
  - Jakob (senare James), 1792–1868, verksam i Paris, köpte Château Lafite Rothschild
    - Alphonse, 1827–1905

## Personer med efternamnet Rothschild
- Edmond James de Rothschild (1845–1934), engelsk baron och bankir
- Eva Rothschild (född 1972), irländsk skulptör
- Ferdinand James von Rothschild (1839–1898), engelsk politiker och konstsamlare
- Lionel Walter Rothschild, 2:e baron Rothschild (1868–1937), engelsk bankir och zoolog
- Mayer Anschel Rothschild (1744–1812), tysk-judisk bankir, dynastins grundare

## Galleri

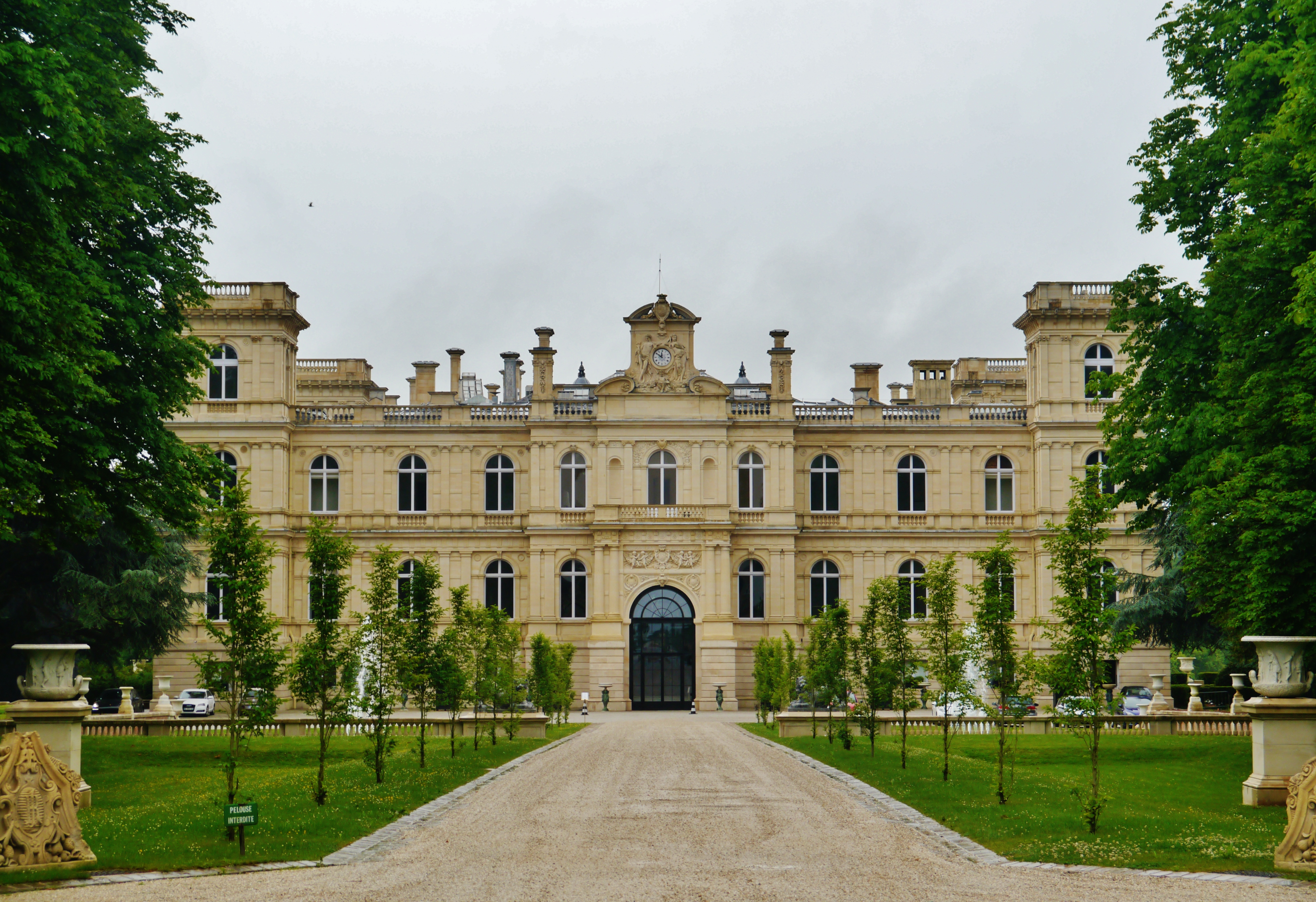
James Mayer de Rothschild lät bygga Château de Ferrieres.
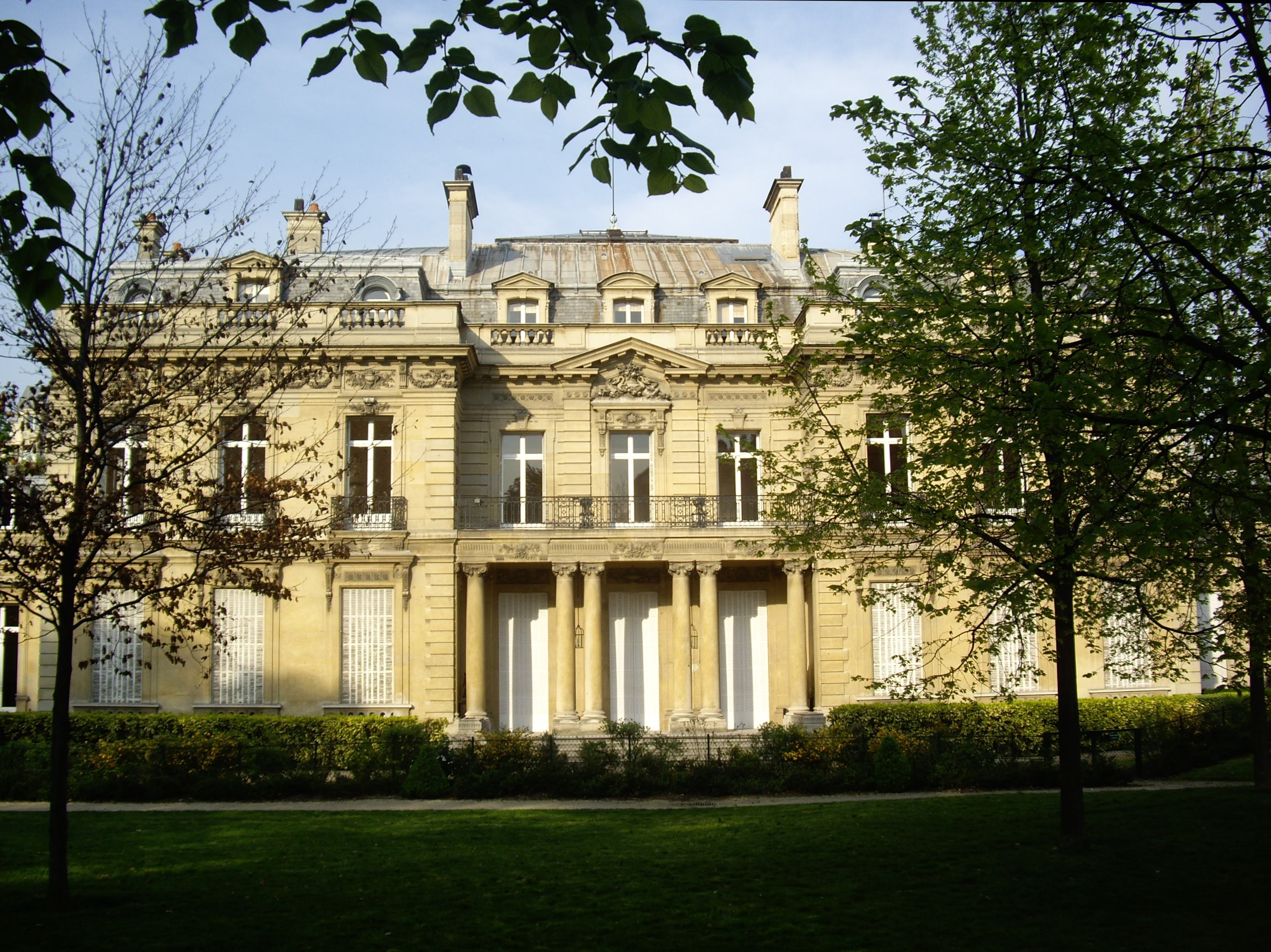
Hôtel Salomon de Rothschild i Paris
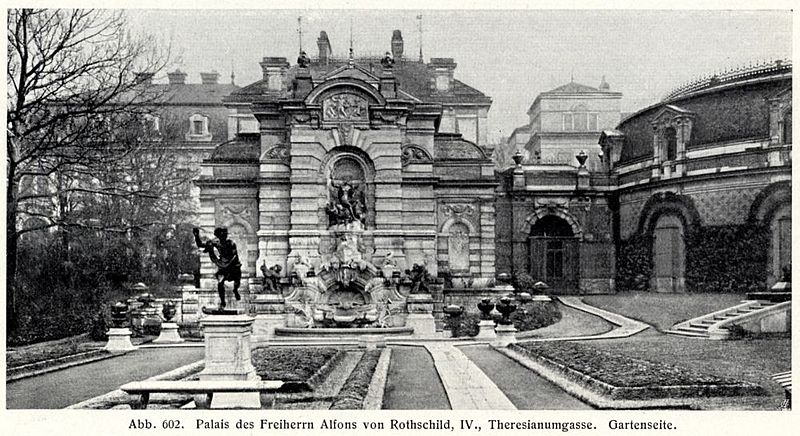
Palais Nathaniel Rothschild i Wien
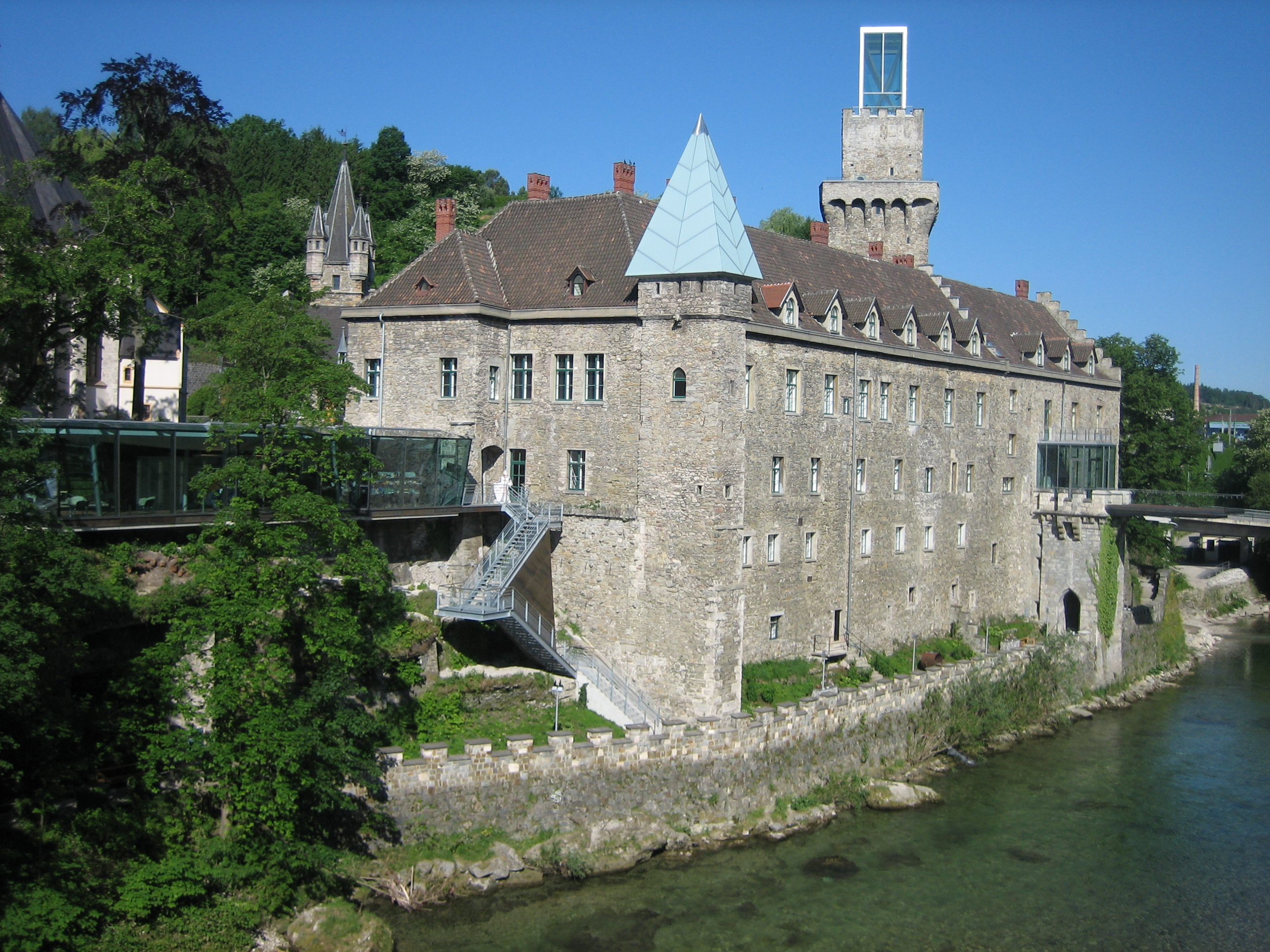
Rothschildschloss, ursprungligen medeltida borg i Waidhofen som köptes av friherren Albert von Rothschild på 1800-talet
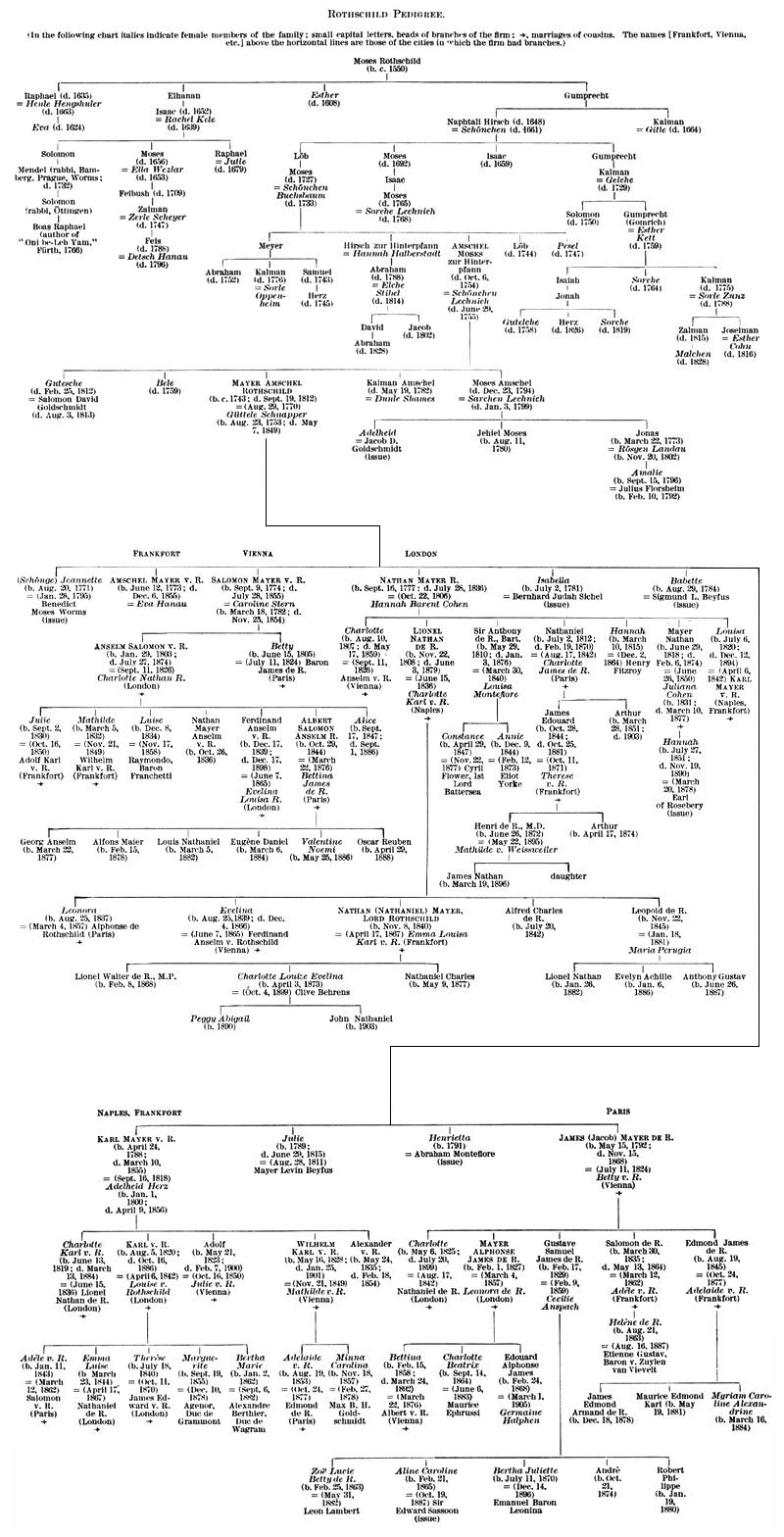
Rothschildsläktens stamtavla.